# Rue Brown-Séquard
Pour les articles homonymes, voir Brown-Séquard.
La rue Brown-Séquard est une voie du 15e arrondissement de Paris, en France.

## Situation et accès
La rue Brown-Séquard est une voie publique située dans le 15e arrondissement de Paris. Elle débute au 45, rue Falguière et se termine au 48, boulevard de Vaugirard.

## Origine du nom

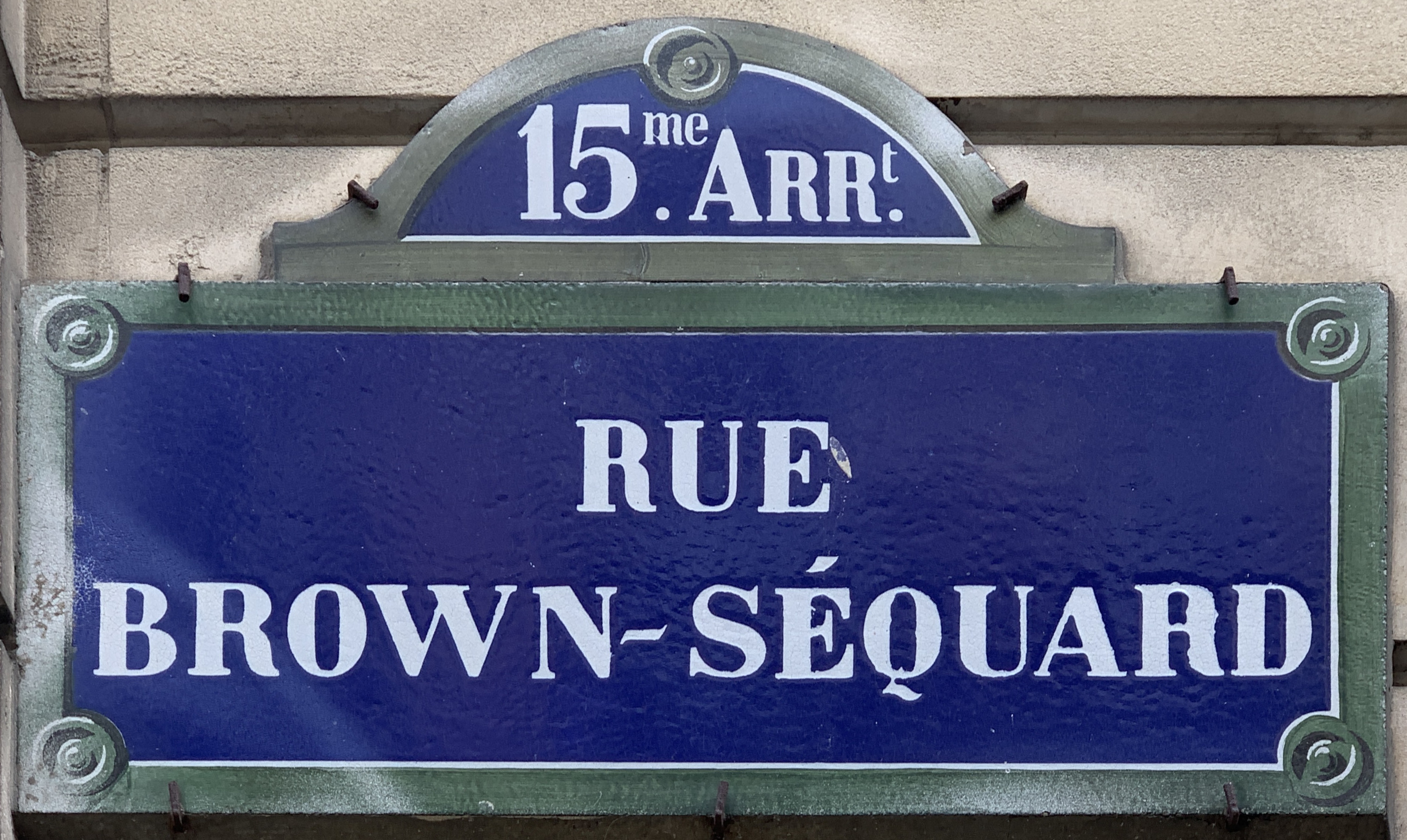
Plaque de la rue.

Elle porte le nom du physiologiste Charles Brown-Sequard (1817-1894). 

## Historique
Cette rue fut ouverte et prend sa dénomination actuelle en 1899 sur l'emplacement des abattoirs des fourneaux.
Marie Lucas-Robiquet a vécu au no 9.